# Arnoglossus tapeinosoma
Arnoglossus tapeinosoma is een  straalvinnige vissensoort uit de familie van botachtigen (Bothidae). De wetenschappelijke naam van de soort is voor het eerst geldig gepubliceerd in 1865 door Pieter Bleeker.